# Gerhard Helbig (Sprachwissenschaftler)
Gerhard Helbig (* 29. Dezember 1929 in Leipzig; † 29. Mai 2008 ebenda) war ein deutscher Germanist.

## Leben
Nach dem Abitur an der Leipziger Humboldtschule studierte Gerhard Helbig von 1948 bis 1952 an der Karl-Marx-Universität Leipzig. Er war Absolvent der Studiengänge Germanistik, Philosophie und Anglistik. Helbig promovierte dort im Jahre 1953 mit der Dissertation „Der Apriorismus in der deutschen Literaturwissenschaft und Wege zu seiner Überwindung – Versuch einer erkenntnistheoretischen Analyse des methodischen Standes der gegenwärtigen Literaturwissenschaft“. Seit dem Jahre 1957 betätigte er sich im Bereich Deutsch als Fremdsprache in Forschung und Lehre und 1969 wurde er dann zum ersten ordentlichen Professor für „Deutsch als Fremdsprache“ berufen. Dies war der erste Lehrstuhl für dieses Fachgebiet im gesamten deutschsprachigen Raum. Die ihm dort übertragene erste Professur für Deutsch als Fremdsprache hielt er bis zu seiner Emeritierung im Jahre 1995 inne.
Von 1967 bis 1995 war er Leiter des Wissenschaftsbereiches Linguistik des Herder-Institutes der Universität Leipzig. Zusätzlich amtete er viele Jahre als Dekan der dortigen Fakultät für Kultur-, Sprach- und Erziehungswissenschaften. Überdies wirkte Helbig als Chefredakteur der Zeitschrift Deutsch als Fremdsprache. Seine Habilitation für Germanistik an der Karl-Marx-Universität in Leipzig erwarb er mit dem Titel der Arbeit: „Funktion und Inhalt in der Sprache am Beispiel der reinen Kasus des Substantivs in der deutschen Gegenwartssprache“.
Helbig, seit 1990 Mitglied des Kuratoriums des Instituts für Deutsche Sprache in Mannheim, seit 1995 Ordentliches Mitglied der Sächsischen Akademie der Wissenschaften, geehrt mit dem Ehrendoktorat der Universität Uppsala sowie 1994 dem Konrad-Duden-Preis der Stadt Mannheim, verstarb am 29. Mai 2008 78-jährig in Leipzig.
Gerhard Helbig publizierte annähernd 600 Arbeiten zur germanistischen Linguistik sowie zum Themenbereich Deutsch als Fremdsprache.

## Veröffentlichungen (Auswahl)
- (mit Wolfgang Schenkel) Wörterbuch zur Valenz und Distribution deutscher Verben. 1. Auflage, Bibliographisches Institut, Leipzig 1969 (8. Auflage 1991)
- (mit Joachim Buscha) Deutsche Grammatik. Ein Handbuch für den Ausländerunterricht. 1. Auflage, Verlag Enzyklopädie, Leipzig 1972 (19. Auflage 1999)
- Geschichte der neueren Sprachwissenschaft: Unter dem besonderen Aspekt der Grammatik-Theorie, VEB Bibliographisches Institut, Leipzig 1973 (Nachdruck der 1. Auflage von 1970); Dzieje językoznawstwa nowożytnego, Übers. ins Polnische: Czesława Schatte, Dorota Morciniec, Zakład Narodowy im. Ossolińskich, Wrocław 1982, ISBN 83-04-00920-X.
- (mit Joachim Buscha): Deutsche Grammatik. Ein Handbuch für den Ausländerunterricht. Langenscheidt, Berlin / München / Wien / Zürich / New York 2001, ISBN 978-3-468-49493-2
- (mit Joachim Buscha) Kurze deutsche Grammatik für Ausländer. 1. Auflage, Verlag Enzyklopädie, Leipzig 1974 (6. Auflage 1990)
- (mit Joachim Buscha) Deutsche Übungsgrammatik. 1. Auflage, Verlag Enzyklopädie, Leipzig 1976 (5. Auflage 1989)
- Sprachwissenschaft, Konfrontation, Fremdsprachenunterricht. 1. Auflage, Verlag Enzyklopädie, Leipzig 1981
- Valenz – Satzglieder – semantische Kasus – Satzmodelle. 1. Auflage, Verlag Enzyklopädie, Leipzig 1981
- Lexikon deutscher Partikeln. 1. Auflage, Verlag Enzyklopädie, Leipzig 1988 (3. Auflage 1994)
- Entwicklung der Sprachwissenschaft seit 1970. Westdeutscher Verlag, Opladen 1990
- (mit Agnes Helbig) Lexikon deutscher Modalwörter 1990
- Probleme der Valenz- und Kasustheorie. Niemeyer, Tübingen 1992
- Linguistische Theorien der Moderne. Weidler, Berlin 2002
- Zur Bedeutung der Wörter: ein illustriertes Lexikon. Mit Zeichnungen von Hans-Eberhard Ernst. Wissenschaftliche Buchgesellschaft, Darmstadt 2004